# Arnold Passow
 Arnold Thomas Gottfried Passow (* 29. Dezember 1829 in Berlin; † 12. November 1870 in Wiesbaden) war ein deutscher Lehrer und Altphilologe.

## Leben
Passow war ein Sohn des Lehrers Karl Passow. Sein Onkel war Franz Passow. Unterrichtet wurde er anfangs durch seinen Vater, später dann durch verschiedene Hauslehrer. In den naturwissenschaftlichen Fächern (u. a. Mathematik) wurde er zusammen mit Prinz Friedrich Wilhelm von Preußen unterrichtet. Zu Beginn der Märzrevolution absolvierte Passow als „Externer“ erfolgreich sein Abitur am Joachimsthalschen Gymnasium.
Anschließend begann er an der Universität Bonn Philologie zu studieren, hauptsächlich bei Friedrich Gottlieb Welcker. Später wechselte er an die Universität Berlin und konnte dieses Studium 1852 erfolgreich mit seiner Dissertation „De comparationibus Homericis“ abschließen. Als er im darauffolgenden Jahr auch sein Lehramtsexamen bestand, wurde er als Pädagoge zugelassen.
Passow bekam eine Anstellung am Friedrichswerderschen, später dann am Joachimsthalschen Gymnasium. Im Herbst 1854 startete sein pädagogisches Probejahr (Referendariat) am Gymnasium Bonn unter Leitung von Ludwig Schopen. Genau ein Jahr später berief man Passow als Assistent an die Landesschule Pforta. Dort schloss er bald Freundschaft mit seinen Lehrerskollegen Karl August Koberstein und Karl Steinhart.
1858 wurde Passow ans Pädagogium nach Magdeburg versetzt. Passows Hochzeit noch im selben Jahr in Magdeburg war ein gesellschaftliches Ereignis, da sich unter den Gästen u. a. sein ehemaliger Schulkamerad Prinz Friedrich Wilhelm von Preußen mit Entourage befand. Passow heiratete die Schriftstellerin Tibeta Ulrichs (1839–1913) und hatte mit ihr drei Kinder, darunter den Hals-Nasen-Ohrenarzt und Ordinarius Carl Adolf Passow und Irene Gertrud, die spätere Ehefrau des Philosophen Rudolf Eucken. Die Ehefrau von Arnold Passow war die Tochter von Heinrich Ulrichs, einem Dozenten  der Universität Athen, dessen Nachlass er später betreute.
1861 avancierte Passow zum Oberlehrer am Domgymnasium zu Halberstadt, und fünf Jahre später ernannte man ihn dort zum Professor. Ostern 1868 übernahm er die Leitung des Gymnasiums in Lingen (Ems) und hatte diese Stelle noch zwei Jahre inne. Im April 1870 wurde er auf Grund seines Lungenleidens dienstunfähig und auch eine längere Kur brachte keinerlei Heilung. Rund sechs Wochen vor seinem 41. Geburtstag starb Arnold Passow am 12. November 1870 in Wiesbaden.

## Veröffentlichungen (Auswahl)
als Autor
- De comparationibus Homericis. Berlin 1852 (Dissertation).
- Lateinische Grammatik. Verlag Kisling, Osnabrück 1870.
- Sophocleische Studien. Müller Verlag, Bremen 1864.

als Übersetzer
- Liebes- und Klagelieder des neugriechischen Volkes. Creutz, Magdeburg 1861.
- Popularia carmina Graeciae recentioris. Edition Nikas, Athen 1958 (Nachdruck der Ausgabe Leipzig 1860).